# Elizabeta Woodville
Elizabeta (Elizabeth) Woodville (u nekim verzijama pisano Wydville, Wydeville ili Widvile) (1437. – 8. lipnja 1492.) bila je engleska kraljica i supruga kralja Eduarda IV. od 1464. godine sve do njegove smrti 1483. godine.

## Odrastanje
Elizabeta Woodville rođena je oko 1437. godine, najvjerojatnije u listopadu u Grafton Regisu, Northamptonshire. Bila je prvorođeno dijete socijalno neravnopravnog braka između Sir Richarda Woodvillea i Jacquette iz Luksemburga, što je nakratko skandaliziralo engleski dvor. Elizabetina majka je bila udovica vojvode od Bedforda, bratu Henrika V.
Otprilike 1452. godine Elizabeta Woodville udala se za Sir Johna Graya iz Grobyja (pra-pradjed Lady Jane Grey). Ubijen je u Drugoj bitci kod St. Albansa 1461. godine, boreći se za dinastiju Lancaster. Dva njezina sina iz ovog prvog braka bila su Thomas i Richard.
Elizabetu su nazivali "najljepšom ženom na britanskom otočjui" s "očima teških kapaka poput zmajevih".

## Kraljica Engleske
Njegov se brak s udovicom Elizabetom sklopio u tajnosti i tradicionalno se kaže da se dogodio u njezinoj obiteljskoj kući u Northamptonshireu 1. svibnja 1464. godine. Prisustvovale su samo mladenkina majka i dvije dame. Eduard se oženio s njom nešto više od tri godine nakon što je preuzeo englesko prijestolje zbog svoje silne pobjede nad Lancastrima, u bitci kod Towtona, koja je rezultirala bijegom kralja Henrika VI.
Elizabeta je okrunjena za kraljicu 26. svibnja 1465., u nedjelju nakon Dana uzašašća.
U početcima njegove vladavine, upravljanje Engleskom ovisilo je o uskom krugu Eduardovih pristaša, ponajviše o njegovom rođaku Richardu Nevilleu, grofu od Warwicka. U vrijeme tajnog braka Eduarda IV., Warwick je pregovarao o savezu s Francuskom nastojeći spriječiti sličan dogovor koji je postigla njegova zakleta neprijateljica Margareta Anžuvinska, supruga svrgnutog Henrika VI. Plan je bio da se Eduard IV. oženi francuskom princezom. Kada je njegov brak s Elizabetom Woodville, koja je bila obična žena bez titule i iz obitelji pristaša dinastije Lancaster, objavljen u javnosti, Warwick je bio i posramljen i uvrijeđen. Njegov odnos s Eduardom IV. nikada se nije vratio na staro. To se neprijateljstvo pretvorilo u otvoren sukob između kralja i Warwicka, što je dovelo do bitke volja koja je napokon rezultirala Warwickovom prebacivanjem odanosti na Lancastere i pogubljenju Elizabetina oca, Richarda Woodvillea, 1469. godine. Također je brak loše prihvatio Tajni savjet, koji je prema Jean de Waurinu s velikom iskrenošću rekao Edwardu da "mora znati da ona nije supruga za princa kakav je on".
Dolaskom na scenu nove kraljice došao je velik broj rođaka, od kojih su se neki vjenčali u najznačajnije obitelji u Engleskoj. Tri njezine sestre udale su se za sinove grofova Kenta, Essexa i Pembrokea. Druga sestra, Katarina, udala se za kraljičina jedanaestogodišnjeg štićenika Henrika Stafforda, 2. vojvodu od Buckinghama, koji se kasnije pridružio bratu Eduarda IV. Rikardu, vojvodi od Gloucestera, u opoziciji s Woodvilleovima nakon smrti Eduarda IV. 
Elizabetin dvadesetogodišnji brat Ivan oženio se Katarinom, vojvotkinjom od Norfolka. Vojvotkinja je bila udovica tri puta i vjerojatno joj je bilo šezdeset godina, tako da je brak stvorio skandal na dvoru. Elizabetin sin iz prvog braka, Thomas Gray, oženio se Cecily Bonville, 7. barunicom Harington.
Kad su rođaci Elizabete Woodville, posebice njezin brat Anthony Woodville, 2. Grof Rivers, počeli osporavati Warwickovu političku prednost u engleskom visokom društvu, Warwick se urotio sa svojim zetom Georgeom, vojvodom od Clarencea, kraljevim mlađim bratom. Jedan od njegovih sljedbenika optužio je Elizabetinu majku, Jacquettu iz Luksemburga, da se bavila vračanjem. Oslobođena je sljedeće godine. 
Warwick i George dva su se puta pobunili, a zatim pobjegli u Francusku. Warwick je stvorio nelagodan savez s Margaretom Anžuvinskom i vratio njezina supruga Henrika VI. na prijestolje 1470. godine. No, sljedeće se godine Eduard IV. vratio iz progonstva i porazio Warwicka u bitci kod Barneta i dinastiju Lancaster u bitci kod Tewkesburyja. Ubrzo je Henrik VI. ubijen.
Nakon privremenog pada supruga s vlasti, Elizabeta potražila je utočište u Westminsterskoj opatiji, gdje je rodila sina Eduarda (kasnije engleskog kralja Eduarda V). Njezin brak s Eduardom IV. proizveo je desetero djece, uključujući još jednog sina Rikarda, vojvodu od Yorka, koji će se kasnije pridružiti svom bratu kao jedan od prinčeva u Toweru. Pet kćeri također je doživjelo punoljetnost.
Kralj nije bio na glasu kao vjeran muž te je imao velik broj priležnica. Najpoznatija je bila Jane Shore.
Elizabeta se bavila kršćanskom pobožnošću u skladu s uobičajenim očekivanjima srednjovjekovne kraljice. Njezini su postupci obuhvaćali hodočašća i osnivanje kapelice sv. Erazma u Westminsterskoj opatiji.

## Kraljica udovica
Nakon iznenadne smrti njezinog supruga Eduarda IV. - moguće od upale pluća - u travnju 1483. godine, Elizabeta je postala kraljica udovica. Njezin mladi sin Eduard V. postao je kralj, a njegov stric Rikard, vojvoda od Gloucestera, djelovao je kao Lord zaštitnik. Kao odgovor na pokušaj Woodvilleovih da monopoliziraju vlast, Rikard je brzo krenuo da preuzme kontrolu nad mladim kraljem i uhitio kraljevog ujaka Earl Rivers i polubrata Richard Gray, Elizabetinog sina. Mladi je kralj prebačen u Tower of London sve do njegove svečane krunidbe. Elizabeta je sa svojom djecom ponovno potražila utočište. Lord Hastings, vodeći navijač pokojnog kralja u Londonu, u početku je podržavao Rikardove postupke, ali Rikard ga je potom optužio za urotu s Elizabetom Woodville protiv njega. Hastings je pogubljen po prijekom postupku. Nije poznato da li se takva zavjera zaista dogodila. Rikard je optužio Elizabetu za zavjeru da ga "ubije i potpuno uništi". 
25. lipnja 1483., Rikard je pogubio Elizabetinog sina Richarda Greya i brata Anthonyja, Earla Riversa, pogubljenog u dvorcu Pontefract, Yorkshire. Aktom Parlamenta, Titulus Regius  ("kraljevska titula"), proglašeno je da su djeca Eduarda IV. s Elizabetom bila nezakonita s obrazloženjem da je Eduard IV. imao predugovor s udovicom Lady Eleanor Butler, što se smatralo pravno obvezujućim ugovorom koji je učinio bilo koji drugi bračni ugovor nevaljanim. Jedan izvor, burgundski kroničar Philippe de Commines, tvrdi da je Robert Stillington, biskup Batha i Wellsa, održao ceremoniju zaruka između Eduarda IV i Lady Eleanor. Čin je sadržavao i optužbe za vještičarenje protiv Elizabete, ali nije iznosio detalje i optužbe nisu imale daljnjih posljedica. 
Kao posljedica svega toga, Rikardu ponuđeno je prijestolje i postao je kralj Rikard III. Eduard V, koji više nije bio kralj, i njegov brat Rikard, vojvoda od Yorka, ostali su u Londonu Toweru. Nakon ljeta 1483. mladi kraljevići su bestraga nestali.

## Život pod vladavinom Rikarda III.
Sada se Elizabetu oslovljalo s gospa Elizabeth Gray, ona se s vojvodom od Buckinghama (bivšim bliskim saveznikom Rikarda III., a sada vjerojatno tražeći prijestolje za sebe) sada udružila s gospom Margaretom Stanley (rođ. Beaufort) zagovarajući Margaretinog sina Henrika Tudora, pra-pra-praunuk kralja Eduarda III, najbliži muški nasljednik dinastije Lancaster, koji ima pravo na prijestolje. Da ujedine dvije plemićke kuće i zajamče mir u Engleskoj, Elizabeta Woodville i Margareta Beaufort dogovorile su se da se Henrik oženi Elizabetinom najstarijom kćeri Elizabetom od Yorka, koja je nakon smrti svoje braće postala nasljednica kuće York. Henrik je pristao na ovaj plan i u prosincu 1483. javno je položio zakletvu u tom smislu u katedrali u Rennesu u Francuskoj. Mjesec dana ranije slomljen je ustanak u njegovu korist, pod vodstvom Buckinghama.
Prvi parlament Rikarda III. u siječnju 1484. godine lišio je Elizabetu sve zemlje koje su joj pripadale za vrijeme vladavine Eduarda IV.
1. ožujka 1484. godine, Elizabeta i njezine kćeri izašle su iz svetišta nakon što se Rikard III. javno zakleo da njezine kćeri neće biti ozlijeđene ili zlostavljane te da neće biti zatvorene u londonskom Toweru ili bilo kojem drugom zatvoru. Također je obećao da će im osigurati brakove s "rođenom gospodom". Obitelj se vratila na dvor, očito pomirena s Rikardom III. Nakon smrti Rikardove supruge, Ane Neville, u ožujku 1485., pojavile su se glasine da će se kralj oženiti svojom lijepom i mladom nećakinjom Elizabetom od Yorka.

## Život pod vladavinom Henrika VII.
1485. godine Henrik Tudor napao je i pobijedio Rikarda III. u bitci na Bosworthskom polju. Kao kralj, Henrik VII. se oženio Elizabetom od Yorka. Elizabeta Woodville dobila je titulu i počasti kraljice udovice.
Znanstvenici se razilaze oko toga zašto je udovica kraljica Elizabeta posljednjih pet godina svog života provela živeći u opatiji Bermondsey, u koju se povukla 12. veljače 1487. godine. Među svojim modernim biografima David Baldwin vjeruje da ju je Henrik VII. prisilio da se povuče s dvora, dok Arlene Okerlund iznosi dokaze iz srpnja 1486. godine da je već planirala povlačenje s dvora kako bi živjela miran, duhovni život u opatiji Bermondsey. Drugi je prijedlog da joj je bilo prisiljeno povući se u Bermondsey jer je bila povezana s jorkističkom pobunu Lamberta Simnela ili je barem sumnjiva kao potencijalni saveznik pobunjenika.
U opatiji Bermondsey s Elizabetom se postupalo s visokim poštovanjem kao kraljicom udovicom. Živjela je kraljevski život s mirovinom od 400 funti i dobivala je male darove od kralja. Bila je nazočna rođenju svoje unuke Margarete u Westminsterskoj palači u studenom 1489. godine i rođenju svoga unuka, budućeg Henrika VIII., U Greenwich palači u lipnju 1491. njezina kći kraljica Elizabeta posjetila ju je povremeno u Bermondseyu. Jedna od ostalih kćeri, Cecily od Yorka, češće ju je obilazila.
Kralj je kratko razmišljao o tome da vjenča svoju punicu sa škotskim kraljem Jakovom III., kada je 1486. godine umrla Margaret od Danske. Međutim, Jakov III. je ubijen u bitci dvije godine kasnije.

## Smrt i sprovod
Elizabeta Woodville umrla je u opatiji Bermondsey, 8. lipnja 1492. 
S izuzetkom kraljice, njezine najstarije kći, koja je čekala rođenje četvrtog djeteta, i Cecily iz Yorka, njezine su kćeri prisustvovale sprovodu u dvorcu Windsor; Anna od Yorka (buduća supruga Thomasa Howarda), Katarina od Yorka (buduća grofica od Devona) i Bridget od Yorka (časna sestra u Dartfordskom prioratu). Elizabetina oporuka odredila je jednostavnu ceremoniju. Preživjeli izvještaji o njezinu sprovodu 12. lipnja 1492. sugeriraju da je barem jedan izvor "jasno smatrao da je kraljičin pogreb trebao biti sjajniji" i možda se usprotivio tome što "Henrik VII. nije bio sposoban organizirati kraljevski sprovod svojoj punici", iako je jednostavnost bila želja same kraljice udovice. Pismo otkriveno 2019. godine, koje je 1511. godine napisala Andrea Badoer, venecijanska veleposlanica u Londonu, sugerira da je umrla od kuge, objašnjavajući žurbu i nedostatak javne ceremonije. Elizabeta je počivala u istoj crkvi kao i njezin suprug kralj Eduard IV. u kapeli sv. Jurja u dvorcu Windsor.

## Popkultura

### Filmske adaptacije
- Richard III (1911):  Violet Farebrother
- Richard III (1912): Carey Lee.
- Les enfants d'Édouard (1914), Jeanne Delvair.
- Jane Shore (1915): Maud Yates.
- Tower of London (1939): Barbara O'Neil.
- Richard III (1955): Mary Kerridge.
- III. Richárd (1973): Rita Békés.
- Richard III (1995): Annette Bening.
- Looking For Richard (1996): Penelope Allen.
- Richard III (2005): Caroline Burns Cooke.
- Richard III (2008): María Conchita Alonso.

### Televizijske adaptacije
- An Age of Kings (1960): Jane Wenham.
- Wars of the Roses (1965): Susan Engel.
- The Shadow of the Tower (1972): Stephanie Bidmead
- The Third Part of Henry the Sixth and The Tragedy of Richard III (1983): Rowena Cooper.
- The White Queen (2013): Rebecca Ferguson.
- The Hollow Crown, Henry VI and Richard III (2016): Keeley Hawes.
- The White Princess (2017): Essie Davis.